# Malattie croniche non trasmissibili
Le malattie non trasmissibili meglio malattie croniche non trasmissibili o MCNT sono prevalentemente patologie croniche e multifattoriali come le patologie cardiache, il diabete, l'aterosclerosi (sindrome metabolica), i tumori e le patologie polmonari. Sono diventate, da anni, la principale causa di morte nel pianeta, provocando più decessi della somma di tutte le altre cause; esse hanno il maggiore impatto sulle popolazioni a basso e medio reddito.

## Epidemiologia
In Italia sono responsabili del 91% dei decessi. Tra i principali fattori di rischio vi sono il tabacco, gli alcolici, le bevande zuccherate e il consumo del cibo spazzatura.
Secondo l’Organizzazione Mondiale della Sanità (OMS), l’80% dei decessi prematuri legati alle MCNT è correlato a quattro gruppi di patologie:
- infarto e ictus con 17,7 milioni di morti,
- tumori con 8,8 milioni di morti,
- malattie respiratorie con 3,9 milioni di morti principalmente asma e broncopneumopatia cronica ostruttiva,
- diabete con 1,6 milioni di morti.

## Prevenzione
Le malattie non trasmissibili, sono: obesità, diabete mellito di tipo 2, sindrome metabolica, CVD e IBD, tra le tante altre; queste malattie sono tipicamente prevalenti nei paesi sviluppati, dove i modelli dieta occidentale WD sono la norma. La WD è caratterizzata da un elevato apporto di carboidrati e grassi saturi e include una "matrice alimentare" di bassa qualità, raffinata e ultra lavorata con zuccheri aggiunti e additivi. Al contrario, l'aderenza a una dieta mediterranea MD può alleviare l'infiammazione e la disbiosi del microbiota intestinale, grazie alla sua abbondanza di PUFA, fibre alimentari, polifenoli, vitamine e oligoelementi.